# Topnička priprema terena
Topnička priprema terena (ili artiljerijska priprema) je vojni izraz za pripremu planiranog ofenzivnog vojnog djelovanja s ciljem slabljenja otpora neprijatelja, njegovu dezorganizaciju te uništenje vatrenog i zapovjednog sustava.
Izvodi se da bi se omogućila uspješna provedba napada i prodor vlastitih vojnih jedinica, koje izvode akciju. U ratnoj mornarici, topništvo i ratno zrakoplovstvo također redovito podržava vojne akcije.